# Dorfkirche Kletzke

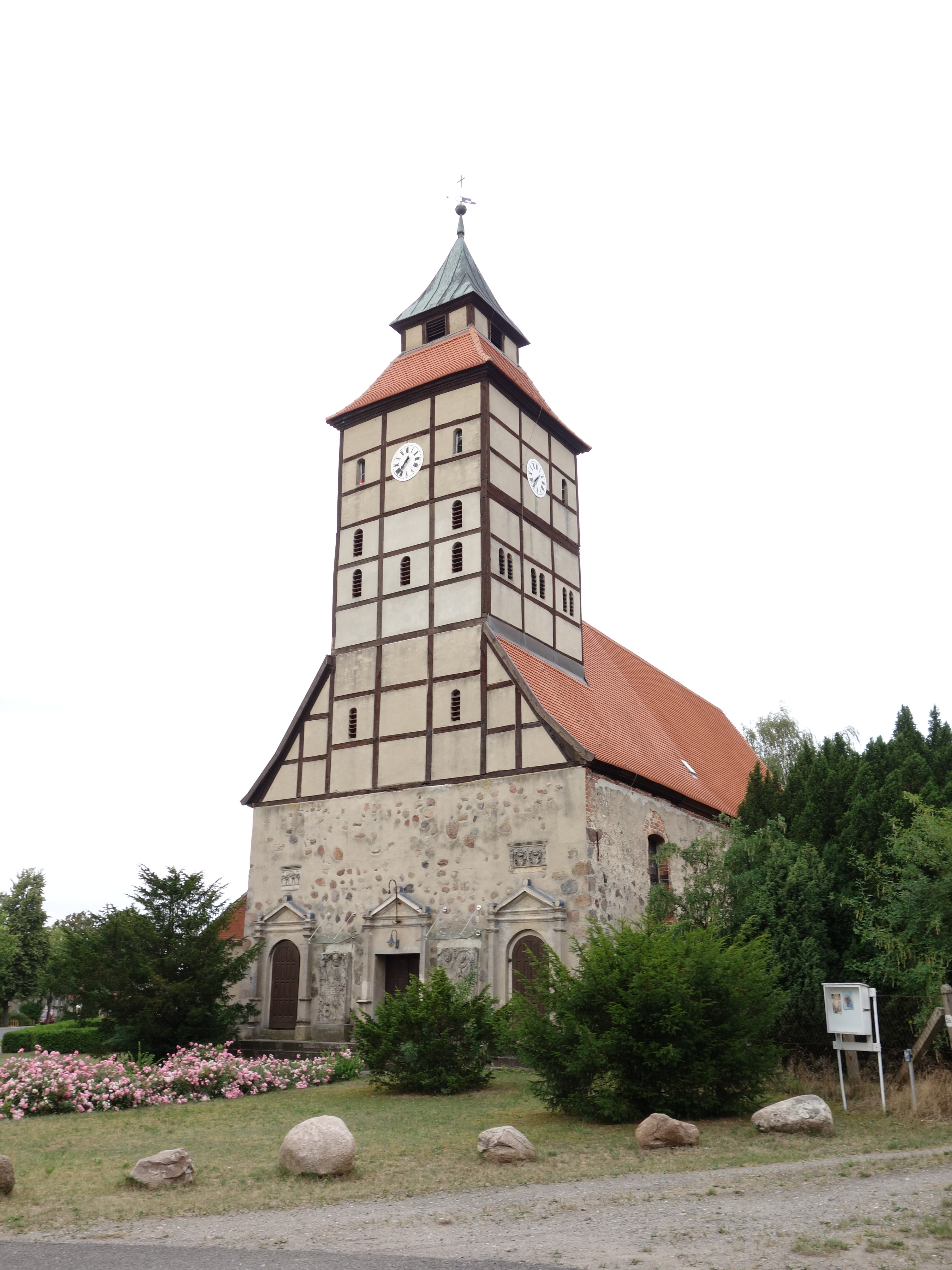
Dorfkirche Kletzke

Die evangelische Dorfkirche Kletzke ist eine mittelalterliche, frühbarock ausgestaltete Feldsteinkirche im Ortsteil Kletzke von Plattenburg im Landkreis Prignitz in Brandenburg. Sie gehört zum Pfarrsprengel Bad Wilsnack im Kirchenkreis Prignitz der Evangelischen Kirche Berlin-Brandenburg-schlesische Oberlausitz.

## Geschichte und Architektur

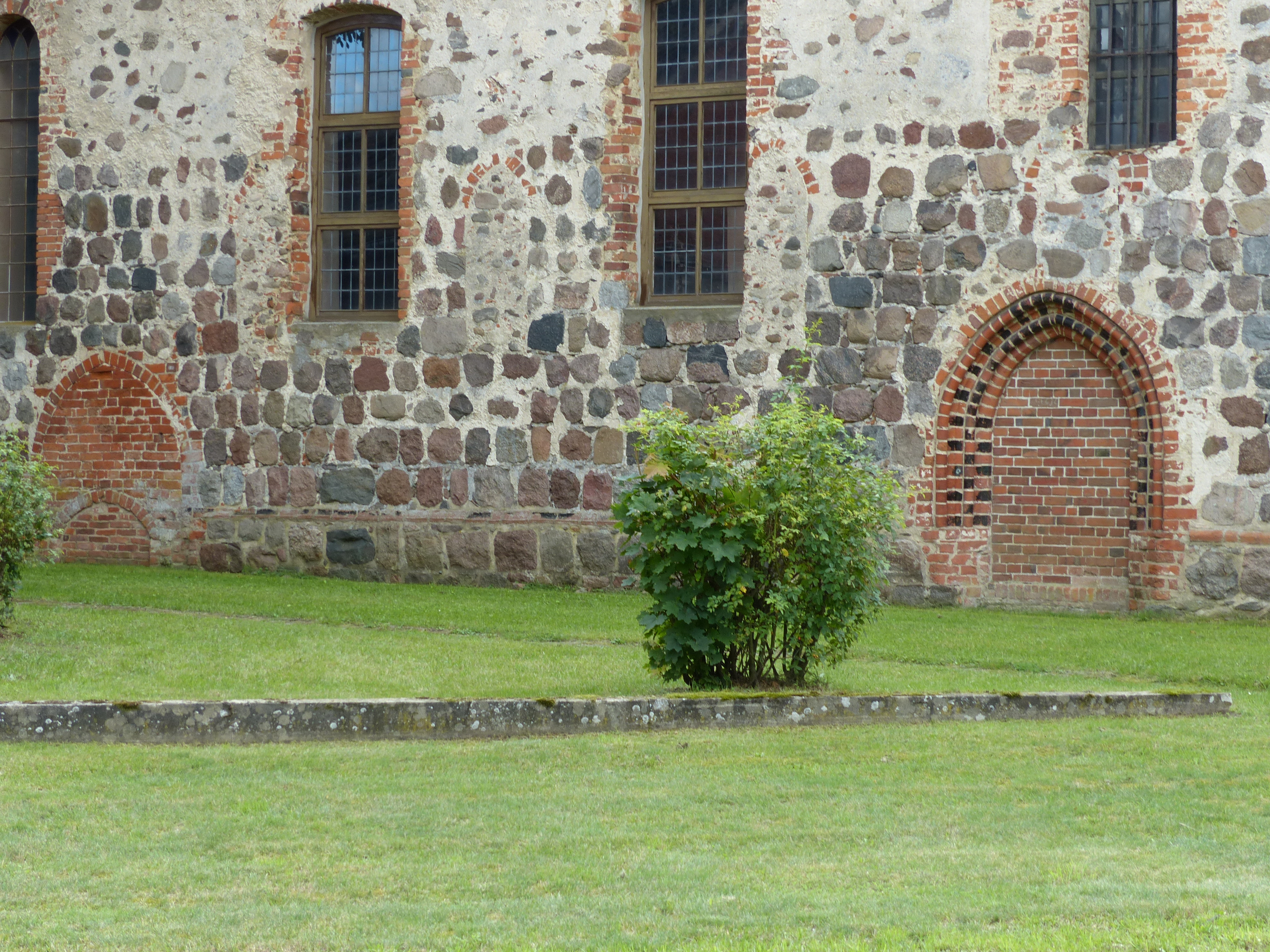
Nordseite mit vermauerten Portalen

Die Dorfkirche ist eine flachgedeckte Saalkirche mit halbkreisförmiger Apsis aus Feldsteinmauerwerk, die in der Mitte bis zweiten Hälfte des 13. Jahrhunderts erbaut wurde. Bereits 1275 erschien ein Pfarrer Hildebrandt in einer Urkunde. Eine Erneuerung des Bauwerks fand im 15. Jahrhundert statt. Aus dieser Zeit stammen die heute vermauerten Stufenportale der Nordseite; das Schiffsportal ist mit Fase-Wulst-Profil und Glasursteinen verziert. Auch die niedrig sitzenden spätgotischen Fenster mit Backsteinbögen sind noch zu erkennen. Im 17. Jahrhundert wurde das Schiff um 1,5 m erhöht und nach Westen verlängert sowie mit einem zweigeschossigen Fachwerkdachturm versehen, der dendrochronologisch auf 1601 (d) datiert wurde. Die Westseite ist seitdem als Schaufassade gestaltet. Sie zeigt drei Portale in mageren Spätrenaissanceformen, dazwischen zwei qualitätvolle figürliche Grabsteine für Achatz von Quitzow († 1605) mit seiner Frau R. von Münchhausen und Christopher von Quitzow († nach 1580), die wohl aus der Zeit um 1610 stammen. Die Kirche wurde in den Jahren 1902 und 1989 innen restauriert.

## Ausstattung

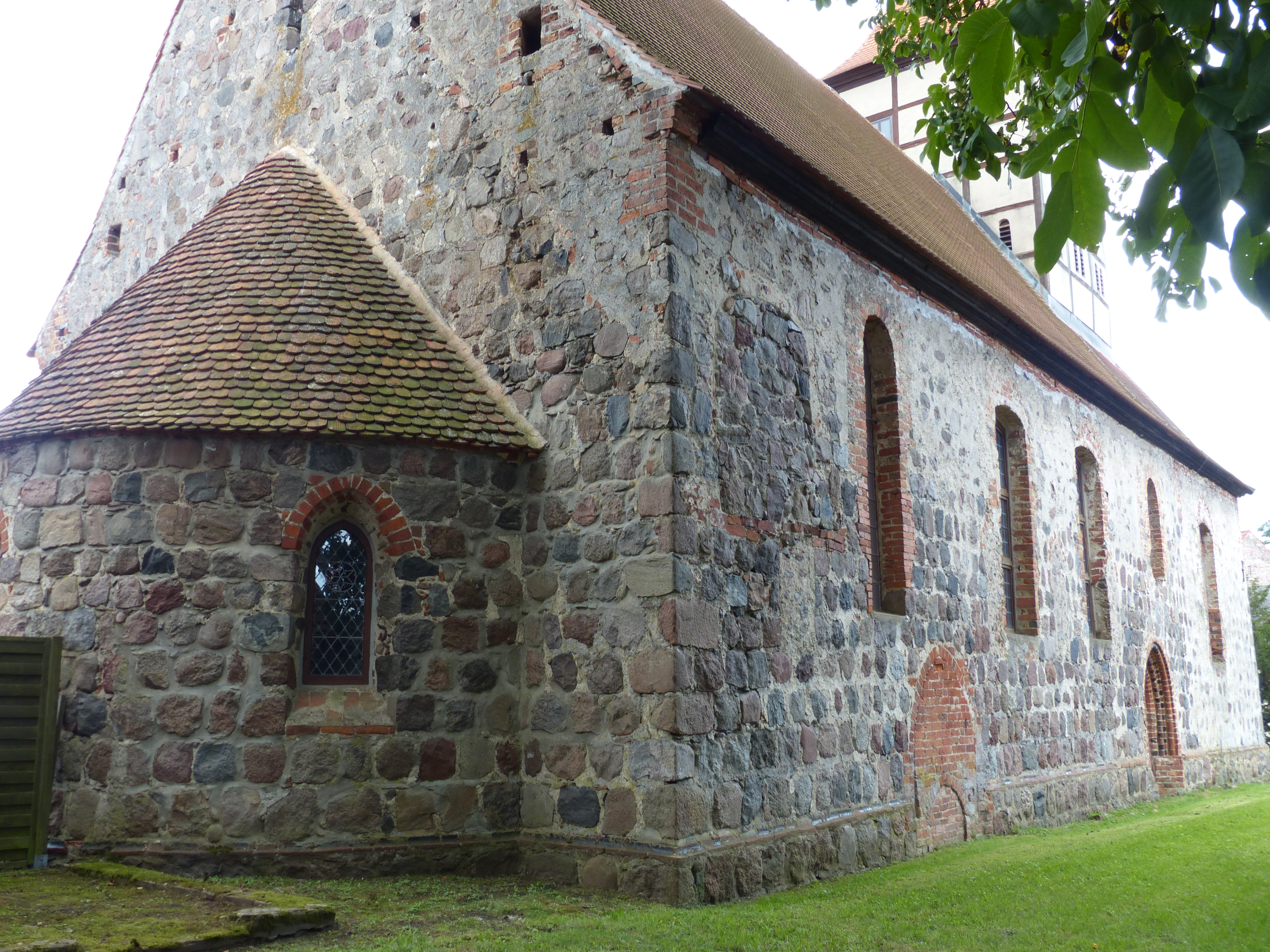
Nordostansicht mit Apsis

Hauptstück der Ausstattung ist ein hölzerner spätbarocker Kanzelaltar. Darunter liegt die Familiengruft der von Quitzows, die bei Bauarbeiten im Jahr 1902 geöffnet wurde. Der Leichnam des 1605 verstorbenen Achatz von Quitzow war wohl noch erhalten. Er trug um den Hals eine Kette sowie einen wertvollen Ring. Als Grabbeigabe fanden Experten außerdem einen Prunkdegen, der anschließend rund 100 Jahre lang hinter dem Altar der Kirche ausgestellt war. Die Bruderschaft der Askanier setzte sich für eine Restauration des schwer in Mitleidenschaft gezogenen Stückes ein. Er wurde mittlerweile restauriert und befand sich Anfang 2022 im Museum in Perleberg. Von dort kam er im Januar zu einem Berliner Restaurator, die ihn nach mehreren Behandlungen im Februar zunächst zurück in die Prignitz brachte. Nachdem die Kirchengemeinde eine Klimavitrine beschaffen konnte, wurde der Degen am 11. September 2022 – dem Tag des offenen Denkmals – in der Kirche wieder ausgestellt.
Die Taufe aus Sandstein stammt vom Anfang des 17. Jahrhunderts, der Fuß wird von vier wappenhaltenden Löwen gebildet, die Kuppa ist durch Hermenpilaster viergeteilt, mit Reliefs in Rundschilden (Opferung Isaaks, Geburt Christi, Taufe und Auferstehung). Innen finden sich weitere figürliche Grabdenkmäler der Familie von Quitzow (siehe Dorfkirche Rühstädt). Besonders aufwendig ist das Wandgrab für Philipp von Quitzow († 1616) gestaltet: Die fast lebensgroße, ausdrucksstarke Figur wurde in weißem Alabaster ausgeführt und bildet das Zentrum eines reichen manieristischen Architekturaufbaus, ähnlich einem Flügelaltar. Der schwarze Marmor der reichen Säulenarchitektur kontrastiert mit den in weißem Marmor gearbeiteten vielfältigen Begleitfiguren: am Sockel Karyatiden, in den Seitenteilen Moses und Johannes der Täufer, auf dem Gebälk allegorische Figuren und Wappenträger. Ihre gewundenen Bewegungen und die betont zerklüftete und plastische Gestaltung erinnert an Arbeiten der Bildhauer Christoph Capup und Sebastian Ertle im Magdeburger Dom, die Ornamentik des gedehnten Knorpelstils an Christoph Dehne, ebenfalls aus Magdeburg (siehe Dorfkirche Ketzür).
Ein prächtiges Sandsteinepitaph des Achatz von Quitzow (unbekanntes Jahr, die Inschrift wurde erst 1665 nachträglich angebracht) stammt vom Anfang des 17. Jahrhunderts; die Reliefgestalt des Verstorbenen ist in reich ornamentiertem Architekturaufbau dargestellt, die Bekrönung mit Auferstehungsrelief versehen. Ein Figurengrabstein erinnert an Margarethe Rosenkranz († 1593), die Frau des Dietrich von Quitzow.
Die Orgel ist ein Werk von Friedrich Hermann Lütkemüller aus dem Jahr 1876 mit elf Registern auf zwei Manualen und Pedal.